# Ichneumon contractus
Ichneumon contractus är en stekelart som först beskrevs av William Harris Ashmead 1890.  Ichneumon contractus ingår i släktet Ichneumon och familjen brokparasitsteklar. Inga underarter finns listade i Catalogue of Life.